# Amandus (geslacht)
Amandus is een geslacht van kevers uit de familie bladkevers (Chrysomelidae).
De wetenschappelijke naam van het geslacht werd in 1886 gepubliceerd door Martin Jacoby.

## Soorten
- Amandus subsulcatus (Jacoby, 1886)